# MBK Dinamo Moskva
MBK Dinamo Moskva je ruski košarkaški klub iz Moskve. Trenutačno se natječe u Ruskoj Superligi. 

## Povijest
Košarkaški klub Dinamo Moskva osnovan je 1923. i najstariji je ruski košarkaški klub. Veoma je poznat unutar i izvan granica Rusije. 
U vrijeme Sovjetskog saveza klub je 2 puta bio prvak države 1937. i 1948., a još je jednom igrao finale natjecanja. U kasnijim godinama nisu imali značajnijih uspjeha i dolaskom finanacijskih problema klub je 1997. proglasio bankrot. 
Klub je ponovo osnovan 2001. i nastupao je u drugoj Ruskoj ligi. Već se je sljedeće godine vratio u prvu Rusku Superligu, a 2006. osvajaju ULEB kup, svoj prvi veliki trofej.

## Trofeji
- ULEB kup (1): 2006.
- Prvenstvo SSSR-a (2): 1937., 1948.

## Poznati igrači
| - / Sergei Bazarevich - / Aleksandr Boloshev - / Yuri Ozerov - / Viktor Vlasov - / Vladimir Zigili - / Andrei Kornev - Nikolay Padius - Evgeniy Pashutin - Petr Samoylenko | - Andrei Fetisov - Ivan Chiriaev - Ruslan Avleev - Nikita Morgunov - Dmitri Domani - Valeri Daineko - Vitaly Nosov - Ruben Douglas - Obinna Ekezie | - Martin Müürsepp - Kšyštof Lavrinovič - Hanno Mottola - Giorgi Tsintsadze - Damir Mršić - Asım Pars - Mirsad Turkcan - Nikos Ekonomou - Antonis Fotsis | - Lazaros Papadopoulos - Nikola Prkačin - Marino Baždarić - Miroslav Raičević - Milos Vujanic - Bojan Popović - Nenad Mišanović - Ariel McDonald - Taquan Dean | - Henry Domercant - Eddie Gill - Lynn Greer - Derrick Hamilton - Trajan Langdon - Pete Mickeal - Mire Chatman - Hollis Price - Jannero Pargo |

## Vanjske poveznice
- Službena stranica  Arhivirana inačica izvorne stranice od 2. veljače 2013. (Wayback Machine) (engl.)/(rus.)
- Ostale stranice (rus.)